# Bezpłytkowce
Bezpłytkowce, beztarczowce, beztarczowe (Aplacophora) – gromada małych, morskich mięczaków (Mollusca), pozbawionych muszli. Na powierzchni ich ciała występują spikule. Długość ich ciała mieści się w przedziale od 0,8 mm do 30 cm, zwykle poniżej 5 cm. Bezpłytkowce początkowo nie były włączane do mięczaków. Obecność tarki uznano za cechę pozwalającą je do nich zaliczyć. Od 1987 roku klasyfikowane są w randze odrębnej gromady.
Tradycyjnie uznawane są za najbardziej pierwotne współczesne mięczaki, jednak badania z dziedziny paleobiologii molekularnej sugerują, że są bardziej zaawansowaną grupą, pochodzącą od mięczaków podobnych do chitonów, mających na grzbietowej stronie ciała siedem lub osiem płytek. W takim przypadku bezpłytkowce nie byłyby reliktowymi mięczakami, a ich robakowate ciało byłoby cechą wtórną.

## Występowanie
Strefa bentalna większości oceanów, na głębokościach od kilkudziesięciu do kilku tysięcy metrów.

## Systematyka
Do Aplacophora zaliczono blisko 300 gatunków, grupowanych w podgromadach:
- tarczonogie (Caudofoveata, Chaetodermomorpha)
- bruzdobrzuchy (Solenogastres, Neomeniomorpha)